# Gran Premio di superbike dell'Estoril 2022
Il Gran Premio di superbike dell'Estoril 2022 è stato la terza prova del mondiale superbike del 2022. Nello stesso fine settimana si sono corsi anche la terza prova del campionato mondiale Supersport e del campionato mondiale Supersport 300.
I risultati delle gare hanno visto vincere, per quel che concerne il mondiale Superbike: Álvaro Bautista in gara 1, Jonathan Rea in gara Superpole e in gara 2.
Le gare del mondiale Supersport sono state vinte entrambe da Dominique Aegerter, mentre le gare del mondiale Supersport 300 sono andate a Marc García in gara 1  e Samuel Di Sora in gara 2.

## Superbike gara 1

### Arrivati al traguardo
| Pos. | Nº | Pilota                | Squadra                   | Motocicletta        | Giri | Tempo     | Griglia | Punti |
| ---- | -- | --------------------- | ------------------------- | ------------------- | ---- | --------- | ------- | ----- |
| 1º   | 19 | Álvaro Bautista       | Aruba.it Racing - Ducati  | Ducati Panigale V4R | 21   | 33'58.478 | 3º      | 25    |
| 2º   | 1  | Toprak Razgatlıoğlu   | Pata Yamaha with Brixx    | Yamaha YZF R1       | 21   | +0.126    | 2º      | 20    |
| 3º   | 65 | Jonathan Rea          | Kawasaki Racing           | Kawasaki ZX-10RR    | 21   | +4.835    | 1º      | 16    |
| 4º   | 55 | Andrea Locatelli      | Pata Yamaha with Brixx    | Yamaha YZF R1       | 21   | +17.079   | 5º      | 13    |
| 5º   | 97 | Xavi Vierge           | Team HRC                  | Honda CBR1000 RR-R  | 21   | +19.107   | 11º     | 11    |
| 6º   | 7  | Iker Lecuona          | Team HRC                  | Honda CBR1000 RR-R  | 21   | +19.215   | 7º      | 10    |
| 7º   | 22 | Alex Lowes            | Kawasaki Racing           | Kawasaki ZX-10RR    | 21   | +21.956   | 8º      | 9     |
| 8º   | 45 | Scott Redding         | BMW Motorrad              | BMW M1000RR         | 21   | +23.090   | 4º      | 8     |
| 9º   | 21 | Michael Ruben Rinaldi | Aruba.it Racing - Ducati  | Ducati Panigale V4R | 21   | +24.104   | 6º      | 7     |
| 10º  | 76 | Loris Baz             | Bonovo Action BMW         | BMW M1000RR         | 21   | +25.212   | 12º     | 6     |
| 11º  | 12 | Javier Forés          | Team Goeleven             | Ducati Panigale V4R | 21   | +27.516   | 17º     | 5     |
| 12º  | 47 | Axel Bassani          | Motocorsa Racing          | Ducati Panigale V4R | 21   | +30.686   | 14º     | 4     |
| 13º  | 29 | Luca Bernardi         | Barni Spark Racing        | Ducati Panigale V4R | 21   | +39.599   | 15º     | 3     |
| 14º  | 3  | Kōta Nozane           | GYTR GRT Yamaha           | Yamaha YZF R1       | 21   | +39.643   | 13º     | 2     |
| 15º  | 50 | Eugene Laverty        | Bonovo Action BMW         | BMW M1000RR         | 21   | +41.735   | 9º      | 1     |
| 16º  | 17 | Marvin Fritz          | Yamaha Motoxracing        | Yamaha YZF R1       | 21   | +41.854   | 16º     |       |
| 17º  | 44 | Lucas Mahias          | Kawasaki Puccetti Racing  | Kawasaki ZX-10RR    | 21   | +42.790   | 10º     |       |
| 18º  | 23 | Christophe Ponsson    | Gil Motor Sport-Yamaha    | Yamaha YZF R1       | 21   | +50.082   | 18º     |       |
| 19º  | 35 | Hafizh Syahrin        | MIE Racing Honda          | Honda CBR1000 RR-R  | 21   | +1'08.940 | 20º     |       |
| 20º  | 52 | Oliver König          | Orelac Racing Verdnatura  | Kawasaki ZX-10RR    | 21   | +1'08.979 | 22º     |       |
| 21º  | 32 | Isaac Viñales         | TPR Team Pedercini Racing | Kawasaki ZX-10RR    | 19   | +2 giri   | 21º     |       |

### Ritirato
| Nº | Pilota          | Squadra          | Motocicletta       | Giri | Griglia |
| -- | --------------- | ---------------- | ------------------ | ---- | ------- |
| 36 | Leandro Mercado | MIE Racing Honda | Honda CBR1000 RR-R | 0    | 19º     |

## Superbike gara Superpole

### Arrivati al traguardo
| Pos. | Nº | Pilota                | Squadra                   | Motocicletta        | Giri | Tempo     | Griglia | Punti |
| ---- | -- | --------------------- | ------------------------- | ------------------- | ---- | --------- | ------- | ----- |
| 1º   | 65 | Jonathan Rea          | Kawasaki Racing           | Kawasaki ZX-10RR    | 10   | 16'21.784 | 1º      | 12    |
| 2º   | 1  | Toprak Razgatlıoğlu   | Pata Yamaha with Brixx    | Yamaha YZF R1       | 10   | +0.174    | 2º      | 9     |
| 3º   | 19 | Álvaro Bautista       | Aruba.it Racing - Ducati  | Ducati Panigale V4R | 10   | +4.925    | 3º      | 7     |
| 4º   | 7  | Iker Lecuona          | Team HRC                  | Honda CBR1000 RR-R  | 10   | +7.050    | 7º      | 6     |
| 5º   | 55 | Andrea Locatelli      | Pata Yamaha with Brixx    | Yamaha YZF R1       | 10   | +8.240    | 5º      | 5     |
| 6º   | 22 | Alex Lowes            | Kawasaki Racing           | Kawasaki ZX-10RR    | 10   | +8.684    | 8º      | 4     |
| 7º   | 45 | Scott Redding         | BMW Motorrad              | BMW M1000RR         | 10   | +10.293   | 4º      | 3     |
| 8º   | 21 | Michael Ruben Rinaldi | Aruba.it Racing - Ducati  | Ducati Panigale V4R | 10   | +29.516   | 6º      | 2     |
| 9º   | 12 | Javier Forés          | Team Goeleven             | Ducati Panigale V4R | 10   | +29.541   | 17º     | 1     |
| 10º  | 47 | Axel Bassani          | Motocorsa Racing          | Ducati Panigale V4R | 10   | +32.114   | 14º     |       |
| 11º  | 3  | Kōta Nozane           | GYTR GRT Yamaha           | Yamaha YZF R1       | 10   | +32.141   | 13º     |       |
| 12º  | 23 | Christophe Ponsson    | Gil Motor Sport-Yamaha    | Yamaha YZF R1       | 10   | +52.258   | 18º     |       |
| 13º  | 32 | Isaac Viñales         | TPR Team Pedercini Racing | Kawasaki ZX-10RR    | 10   | +53.209   | 21º     |       |
| 14º  | 36 | Leandro Mercado       | MIE Racing Honda          | Honda CBR1000 RR-R  | 10   | +55.481   | 19º     |       |
| 15º  | 29 | Luca Bernardi         | Barni Spark Racing        | Ducati Panigale V4R | 10   | +1'06.281 | 15º     |       |
| 16º  | 35 | Hafizh Syahrin        | MIE Racing Honda          | Honda CBR1000 RR-R  | 10   | +1'07.723 | 20º     |       |
| 17º  | 52 | Oliver König          | Orelac Racing Verdnatura  | Kawasaki ZX-10RR    | 10   | +1'07.758 | 22º     |       |

### Ritirati
| Nº | Pilota         | Squadra                  | Motocicletta       | Giri | Griglia |
| -- | -------------- | ------------------------ | ------------------ | ---- | ------- |
| 50 | Eugene Laverty | Bonovo Action BMW        | BMW M1000RR        | 4    | 9º      |
| 76 | Loris Baz      | Bonovo Action BMW        | BMW M1000RR        | 3    | 12º     |
| 97 | Xavi Vierge    | Team HRC                 | Honda CBR1000 RR-R | 1    | 11º     |
| 17 | Marvin Fritz   | Yamaha Motoxracing       | Yamaha YZF R1      | 0    | 16º     |
| 44 | Lucas Mahias   | Kawasaki Puccetti Racing | Kawasaki ZX-10RR   | 0    | 10º     |

## Superbike gara 2

### Arrivati al traguardo
| Pos. | Nº | Pilota                | Squadra                  | Motocicletta        | Giri | Tempo     | Griglia | Punti |
| ---- | -- | --------------------- | ------------------------ | ------------------- | ---- | --------- | ------- | ----- |
| 1º   | 65 | Jonathan Rea          | Kawasaki Racing          | Kawasaki ZX-10RR    | 21   | 34'10.420 | 1º      | 25    |
| 2º   | 19 | Álvaro Bautista       | Aruba.it Racing - Ducati | Ducati Panigale V4R | 21   | +0.194    | 3º      | 20    |
| 3º   | 1  | Toprak Razgatlıoğlu   | Pata Yamaha with Brixx   | Yamaha YZF R1       | 21   | +4.350    | 2º      | 16    |
| 4º   | 22 | Alex Lowes            | Kawasaki Racing          | Kawasaki ZX-10RR    | 21   | +7.125    | 6º      | 13    |
| 5º   | 55 | Andrea Locatelli      | Pata Yamaha with Brixx   | Yamaha YZF R1       | 21   | +8.232    | 5º      | 11    |
| 6º   | 7  | Iker Lecuona          | Team HRC                 | Honda CBR1000 RR-R  | 21   | +8.309    | 4º      | 10    |
| 7º   | 47 | Axel Bassani          | Motocorsa Racing         | Ducati Panigale V4R | 21   | +10.865   | 14º     | 9     |
| 8º   | 21 | Michael Ruben Rinaldi | Aruba.it Racing - Ducati | Ducati Panigale V4R | 21   | +16.082   | 8º      | 8     |
| 9º   | 97 | Xavi Vierge           | Team HRC                 | Honda CBR1000 RR-R  | 21   | +18.292   | 11º     | 7     |
| 10º  | 12 | Javier Forés          | Team Goeleven            | Ducati Panigale V4R | 21   | +18.412   | 9º      | 6     |
| 11º  | 45 | Scott Redding         | BMW Motorrad             | BMW M1000RR         | 21   | +19.758   | 7º      | 5     |
| 12º  | 76 | Loris Baz             | Bonovo Action BMW        | BMW M1000RR         | 21   | +25.193   | 12º     | 4     |
| 13º  | 3  | Kōta Nozane           | GYTR GRT Yamaha          | Yamaha YZF R1       | 21   | +27.753   | 13º     | 3     |
| 14º  | 50 | Eugene Laverty        | Bonovo Action BMW        | BMW M1000RR         | 21   | +38.391   | 10º     | 2     |
| 15º  | 29 | Luca Bernardi         | Barni Spark Racing       | Ducati Panigale V4R | 21   | +38.424   | 15º     | 1     |
| 16º  | 23 | Christophe Ponsson    | Gil Motor Sport-Yamaha   | Yamaha YZF R1       | 21   | +41.541   | 17º     |       |
| 17º  | 17 | Marvin Fritz          | Yamaha Motoxracing       | Yamaha YZF R1       | 21   | +42.555   | 16º     |       |
| 18º  | 36 | Leandro Mercado       | MIE Racing Honda         | Honda CBR1000 RR-R  | 21   | +49.775   | 18º     |       |
| 19º  | 35 | Hafizh Syahrin        | MIE Racing Honda         | Honda CBR1000 RR-R  | 21   | +51.353   | 19º     |       |
| 20º  | 52 | Oliver König          | Orelac Racing Verdnatura | Kawasaki ZX-10RR    | 21   | +1'14.141 | 21º     |       |

### Ritirato
| Nº | Pilota        | Squadra                   | Motocicletta     | Giri | Griglia |
| -- | ------------- | ------------------------- | ---------------- | ---- | ------- |
| 32 | Isaac Viñales | TPR Team Pedercini Racing | Kawasaki ZX-10RR | 5    | 20º     |

## Supersport gara 1

### Arrivati al traguardo
| Pos. | Nº | Pilota              | Squadra                    | Motocicletta        | Giri | Tempo     | Griglia | Punti |
| ---- | -- | ------------------- | -------------------------- | ------------------- | ---- | --------- | ------- | ----- |
| 1º   | 77 | Dominique Aegerter  | Ten Kate Racing Yamaha     | Yamaha YZF R6       | 18   | 30'18.215 | 1º      | 25    |
| 2º   | 7  | Lorenzo Baldassarri | Evan Bros. Yamaha          | Yamaha YZF R6       | 18   | +3.029    | 4º      | 20    |
| 3º   | 11 | Nicolò Bulega       | Aruba.it Racing            | Ducati Panigale V2  | 18   | +4.530    | 2º      | 16    |
| 4º   | 61 | Can Öncü            | Kawasaki Puccetti Racing   | Kawasaki ZX-6R      | 18   | +4.865    | 8º      | 13    |
| 5º   | 64 | Federico Caricasulo | Althea Racing              | Ducati Panigale V2  | 18   | +7.575    | 7º      | 11    |
| 6º   | 55 | Yari Montella       | Kawasaki Puccetti Racing   | Kawasaki ZX-6R      | 18   | +15.525   | 12º     | 10    |
| 7º   | 28 | Glenn van Straalen  | EAB Racing                 | Yamaha YZF R6       | 18   | +20.515   | 3º      | 9     |
| 8º   | 99 | Adrián Huertas      | MTM Kawasaki               | Kawasaki ZX-6R      | 18   | +20.772   | 16º     | 8     |
| 9º   | 94 | Andy Verdoïa        | GMT94 Yamaha               | Yamaha YZF R6       | 18   | +21.076   | 6º      | 7     |
| 10º  | 50 | Ondřej Vostatek     | MS Racing Yamaha           | Yamaha YZF R6       | 18   | +21.396   | 13º     | 6     |
| 11º  | 17 | Kyle Smith          | VFT Racing                 | Yamaha YZF R6       | 18   | +22.143   | 19º     | 5     |
| 12º  | 32 | Oliver Bayliss      | Barni Spark Racing         | Ducati Panigale V2  | 18   | +24.067   | 17º     | 4     |
| 13º  | 9  | Simon Jespersen     | Kallio Racing              | Yamaha YZF R6       | 18   | +28.721   | 28º     | 3     |
| 14º  | 24 | Leonardo Taccini    | Ten Kate Racing Yamaha     | Yamaha YZF R6       | 18   | +29.521   | 23º     | 2     |
| 15º  | 25 | Marcel Brenner      | VFT Racing                 | Yamaha YZF R6       | 18   | +29.597   | 18º     | 1     |
| 16º  | 10 | Unai Orradre        | MS Racing Yamaha           | Yamaha YZF R6       | 18   | +33.281   | 11º     |       |
| 17º  | 71 | Tom Edwards         | Yart - Yamaha              | Yamaha YZF R6       | 18   | +38.692   | 20º     |       |
| 18º  | 36 | Sander Kroeze       | Kallio Racing              | Yamaha YZF R6       | 18   | +40.202   | 25º     |       |
| 19º  | 12 | Filippo Fuligni     | D34G Racing                | Ducati Panigale V2  | 18   | +40.856   | 29º     |       |
| 20º  | 22 | Federico Fuligni    | D34G Racing                | Ducati Panigale V2  | 18   | +44.463   | 26º     |       |
| 21º  | 13 | Luca Ottaviani      | Altogo Racing              | Yamaha YZF R6       | 18   | +46.130   | 24º     |       |
| 22º  | 3  | Raffaele De Rosa    | Orelac Racing Verdnatura   | Ducati Panigale V2  | 18   | +58.117   | 21º     |       |
| 23º  | 54 | Bahattin Sofuoğlu   | MV Agusta Reparto Corse    | MV Agusta F3 800 RR | 18   | +1'00.270 | 27º     |       |
| 24º  | 56 | Péter Sebestyén     | Evan Bros. Yamaha          | Yamaha YZF R6       | 18   | +1'24.540 | 15º     |       |
| 25º  | 6  | Jeffrey Buis        | Motozoo Racing by Puccetti | Kawasaki ZX-6R      | 17   | +1 giro   | 31º     |       |

### Ritirati
| Nº | Pilota            | Squadra                    | Motocicletta             | Giri | Griglia |
| -- | ----------------- | -------------------------- | ------------------------ | ---- | ------- |
| 73 | Maximilian Kofler | CM Racing                  | Ducati Panigale V2       | 14   | 22º     |
| 16 | Jules Cluzel      | GMT94 Yamaha               | Yamaha YZF R6            | 13   | 5º      |
| 21 | Benjamin Currie   | Motozoo Racing by Puccetti | Kawasaki ZX-6R           | 11   | 30º     |
| 66 | Niki Tuuli        | MV Agusta Reparto Corse    | MV Agusta F3 800 RR      | 9    | 9º      |
| 38 | Hannes Soomer     | Dynavolt Triumph           | Triumph Street Triple RS | 4    | 14º     |
| 62 | Stefano Manzi     | Dynavolt Triumph           | Triumph Street Triple RS | 0    | 10º     |

## Supersport gara 2

### Arrivati al traguardo
| Pos. | Nº | Pilota              | Squadra                    | Motocicletta             | Giri | Tempo     | Griglia | Punti |
| ---- | -- | ------------------- | -------------------------- | ------------------------ | ---- | --------- | ------- | ----- |
| 1º   | 77 | Dominique Aegerter  | Ten Kate Racing Yamaha     | Yamaha YZF R6            | 18   | 30'52.488 | 1º      | 25    |
| 2º   | 17 | Kyle Smith          | VFT Racing                 | Yamaha YZF R6            | 18   | +2.344    | 17º     | 20    |
| 3º   | 7  | Lorenzo Baldassarri | Evan Bros. Yamaha          | Yamaha YZF R6            | 18   | +3.762    | 4º      | 16    |
| 4º   | 55 | Yari Montella       | Kawasaki Puccetti Racing   | Kawasaki ZX-6R           | 18   | +3.867    | 10º     | 13    |
| 5º   | 61 | Can Öncü            | Kawasaki Puccetti Racing   | Kawasaki ZX-6R           | 18   | +4.657    | 7º      | 11    |
| 6º   | 32 | Oliver Bayliss      | Barni Spark Racing         | Ducati Panigale V2       | 18   | +4.704    | 15º     | 10    |
| 7º   | 99 | Adrián Huertas      | MTM Kawasaki               | Kawasaki ZX-6R           | 18   | +6.218    | 14º     | 9     |
| 8º   | 28 | Glenn van Straalen  | EAB Racing                 | Yamaha YZF R6            | 18   | +8.562    | 3º      | 8     |
| 9º   | 71 | Tom Edwards         | Yart – Yamaha              | Yamaha YZF R6            | 18   | +17.876   | 18º     | 7     |
| 10º  | 50 | Ondřej Vostatek     | MS Racing Yamaha           | Yamaha YZF R6            | 18   | +17.895   | 11º     | 6     |
| 11º  | 13 | Luca Ottaviani      | Altogo Racing              | Yamaha YZF R6            | 18   | +18.818   | 21º     | 5     |
| 12º  | 38 | Hannes Soomer       | Dynavolt Triumph           | Triumph Street Triple RS | 18   | +20.252   | 12º     | 4     |
| 13º  | 56 | Péter Sebestyén     | Evan Bros. Yamaha          | Yamaha YZF R6            | 18   | +26.613   | 13º     | 3     |
| 14º  | 54 | Bahattin Sofuoğlu   | MV Agusta Reparto Corse    | MV Agusta F3 800 RR      | 18   | +32.668   | 24º     | 2     |
| 15º  | 21 | Benjamin Currie     | Motozoo Racing by Puccetti | Kawasaki ZX-6R           | 18   | +44.988   | 27º     | 1     |
| 16º  | 73 | Maximilian Kofler   | CM Racing                  | Ducati Panigale V2       | 18   | +45.087   | 20º     |       |
| 17º  | 6  | Jeffrey Buis        | Motozoo Racing by Puccetti | Kawasaki ZX-6R           | 18   | +1'32.069 | 28º     |       |
| 18º  | 25 | Marcel Brenner      | VFT Racing                 | Yamaha YZF R6            | 18   | +1'36.773 | 16º     |       |

### Ritirati
| Nº | Pilota              | Squadra                  | Motocicletta             | Giri | Griglia |
| -- | ------------------- | ------------------------ | ------------------------ | ---- | ------- |
| 9  | Simon Jespersen     | Kallio Racing            | Yamaha YZF R6            | 16   | 25º     |
| 11 | Nicolò Bulega       | Aruba.it Racing          | Ducati Panigale V2       | 15   | 2º      |
| 3  | Raffaele De Rosa    | Orelac Racing Verdnatura | Ducati Panigale V2       | 13   | 19º     |
| 10 | Unai Orradre        | MS Racing Yamaha         | Yamaha YZF R6            | 12   | 9º      |
| 62 | Stefano Manzi       | Dynavolt Triumph         | Triumph Street Triple RS | 10   | 8º      |
| 64 | Federico Caricasulo | Althea Racing            | Ducati Panigale V2       | 6    | 6º      |
| 12 | Filippo Fuligni     | D34G Racing              | Ducati Panigale V2       | 2    | 26º     |
| 36 | Sander Kroeze       | Kallio Racing            | Yamaha YZF R6            | 2    | 22º     |
| 16 | Jules Cluzel        | GMT94 Yamaha             | Yamaha YZF R6            | 2    | 5º      |
| 22 | Federico Fuligni    | D34G Racing              | Ducati Panigale V2       | 0    | 23º     |

## Supersport 300 gara 1

### Arrivati al traguardo
| Pos. | Nº | Pilota              | Squadra                                | Motocicletta       | Giri | Tempo     | Griglia | Punti |
| ---- | -- | ------------------- | -------------------------------------- | ------------------ | ---- | --------- | ------- | ----- |
| 1º   | 41 | Marc García         | Yamaha MS Racing                       | Yamaha YZF-R3      | 12   | 22'26.987 | 2º      | 25    |
| 2º   | 46 | Samuel Di Sora      | Leader Team Flembbo                    | Kawasaki Ninja 400 | 12   | +0.041    | 3º      | 20    |
| 3º   | 61 | Yuta Okaya          | MTM Kawasaki                           | Kawasaki Ninja 400 | 12   | +1.418    | 1º      | 16    |
| 4º   | 72 | Victor Steeman      | MTM Kawasaki                           | Kawasaki Ninja 400 | 12   | +2.951    | 6º      | 13    |
| 5º   | 8  | Bruno Ieraci        | Prodina Racing                         | Kawasaki Ninja 400 | 12   | +2.985    | 12º     | 11    |
| 6º   | 27 | Álvaro Díaz         | Arco Motor University                  | Yamaha YZF-R3      | 12   | +2.991    | 9º      | 10    |
| 7º   | 28 | Lennox Lehmann      | Freudenberg KTM - Paligo Racing        | KTM RC 390 R       | 12   | +3.294    | 23º     | 9     |
| 8º   | 91 | Matteo Vannucci     | AG Motorsport Italia Yamaha            | Yamaha YZF-R3      | 12   | +3.302    | 7º      | 8     |
| 9º   | 77 | Ruben Bijman        | MTM Kawasaki                           | Kawasaki Ninja 400 | 12   | +3.821    | 21º     | 7     |
| 10º  | 60 | Dirk Geiger         | Fusport-RT Motorsports by SKM-Kawasaki | Kawasaki Ninja 400 | 12   | +3.860    | 25º     | 6     |
| 11º  | 14 | Alex Millán         | SMW Racing                             | Kawasaki Ninja 400 | 12   | +3.872    | 10º     | 5     |
| 12º  | 85 | Kevin Sabatucci     | Kawasaki GP Project                    | Kawasaki Ninja 400 | 12   | +4.264    | 4º      | 4     |
| 13º  | 59 | Alessandro Zanca    | Kawasaki GP Project                    | Kawasaki Ninja 400 | 12   | +4.371    | 8º      | 3     |
| 14º  | 93 | Marco Gaggi         | Vinales Racing                         | Yamaha YZF-R3      | 12   | +4.498    | 18º     | 2     |
| 15º  | 16 | Dinis Borges        | Rame Moto Racing                       | Kawasaki Ninja 400 | 12   | +5.155    | 16º     | 1     |
| 16º  | 47 | Fenton Seabright    | Vinales Racing                         | Yamaha YZF-R3      | 12   | +5.200    | 15º     |       |
| 17º  | 88 | Daniel Mogeda       | Team#109 Kawasaki                      | Kawasaki Ninja 400 | 12   | +7.727    | 24º     |       |
| 18º  | 39 | Enzo Valentim       | AD78 Team Brasil by MS Racing          | Yamaha YZF-R3      | 12   | +7.739    | 29º     |       |
| 19º  | 23 | Sylvain Markarian   | Leader Team Flembbo                    | Kawasaki Ninja 400 | 12   | +7.761    | 17º     |       |
| 20º  | 12 | Humberto Maier      | AD78 Team Brasil by MS Racing          | Yamaha YZF-R3      | 12   | +7.822    | 32º     |       |
| 21º  | 2  | Iker García         | Yamaha MS Racing                       | Yamaha YZF-R3      | 12   | +8.079    | 20º     |       |
| 22º  | 80 | Gabriele Mastroluca | ProGP Racing                           | Yamaha YZF-R3      | 12   | +8.103    | 11º     |       |
| 23º  | 69 | Troy Alberto        | Fusport-RT Motorsports by SKM-Kawasaki | Kawasaki Ninja 400 | 12   | +16.373   | 19º     |       |
| 24º  | 81 | Ioannis Peristeras  | ProGP Racing                           | Yamaha YZF-R3      | 12   | +16.428   | 30º     |       |
| 25º  | 26 | Mirko Gennai        | BrCorse                                | Yamaha YZF-R3      | 12   | +20.038   | 13º     |       |
| 26º  | 53 | Petr Svoboda        | Accolade Smrz Racing                   | Kawasaki Ninja 400 | 12   | +20.297   | 26º     |       |
| 27º  | 64 | Hugo De Cancellis   | Prodina Racing                         | Kawasaki Ninja 400 | 12   | +28.919   | 14º     |       |
| 28º  | 18 | Indy Offer          | BrCorse                                | Yamaha YZF-R3      | 12   | +46.678   | 31º     |       |
| 29º  | 35 | Yeray Saiz Marquez  | Accolade Smrz Racing                   | Kawasaki Ninja 400 | 12   | +52.740   | 22º     |       |

### Ritirati
| Nº | Pilota         | Squadra           | Motocicletta       | Giri | Griglia |
| -- | -------------- | ----------------- | ------------------ | ---- | ------- |
| 43 | Harry Khouri   | Team#109 Kawasaki | Kawasaki Ninja 400 | 10   | 28º     |
| 58 | Iñigo Iglesias | SMW Racing        | Kawasaki Ninja 400 | 4    | 5º      |
| 79 | Tomás Alonso   | Quaresma Racing   | Kawasaki Ninja 400 | 0    | 27º     |

## Supersport 300 gara 2

### Arrivati al traguardo
| Pos. | Nº | Pilota              | Squadra                                | Motocicletta       | Giri | Tempo     | Griglia | Punti |
| ---- | -- | ------------------- | -------------------------------------- | ------------------ | ---- | --------- | ------- | ----- |
| 1º   | 46 | Samuel Di Sora      | Leader Team Flembbo                    | Kawasaki Ninja 400 | 12   | 22'37.113 | 3º      | 25    |
| 2º   | 58 | Iñigo Iglesias      | SMW Racing                             | Kawasaki Ninja 400 | 12   | +0.332    | 5º      | 20    |
| 3º   | 26 | Mirko Gennai        | BrCorse                                | Yamaha YZF-R3      | 12   | +0.537    | 13º     | 16    |
| 4º   | 85 | Kevin Sabatucci     | Kawasaki GP Project                    | Kawasaki Ninja 400 | 12   | +0.626    | 4º      | 13    |
| 5º   | 41 | Marc García         | Yamaha MS Racing                       | Yamaha YZF-R3      | 12   | +1.110    | 2º      | 11    |
| 6º   | 72 | Victor Steeman      | MTM Kawasaki                           | Kawasaki Ninja 400 | 12   | +1.120    | 6º      | 10    |
| 7º   | 64 | Hugo De Cancellis   | Prodina Racing                         | Kawasaki Ninja 400 | 12   | +1.310    | 14º     | 9     |
| 8º   | 61 | Yuta Okaya          | MTM Kawasaki                           | Kawasaki Ninja 400 | 12   | +1.342    | 1º      | 8     |
| 9º   | 77 | Ruben Bijman        | MTM Kawasaki                           | Kawasaki Ninja 400 | 12   | +1.354    | 21º     | 7     |
| 10º  | 60 | Dirk Geiger         | Fusport-RT Motorsports by SKM-Kawasaki | Kawasaki Ninja 400 | 12   | +1.362    | 25º     | 6     |
| 11º  | 12 | Humberto Maier      | AD78 Team Brasil by MS Racing          | Yamaha YZF-R3      | 12   | +2.089    | 32º     | 5     |
| 12º  | 28 | Lennox Lehmann      | Freudenberg KTM - Paligo Racing        | KTM RC 390 R       | 12   | +2.140    | 23º     | 4     |
| 13º  | 59 | Alessandro Zanca    | Kawasaki GP Project                    | Kawasaki Ninja 400 | 12   | +2.150    | 8º      | 3     |
| 14º  | 91 | Matteo Vannucci     | AG Motorsport Italia Yamaha            | Yamaha YZF-R3      | 12   | +2.167    | 7º      | 2     |
| 15º  | 14 | Alex Millán         | SMW Racing                             | Kawasaki Ninja 400 | 12   | +2.587    | 10º     | 1     |
| 16º  | 80 | Gabriele Mastroluca | ProGP Racing                           | Yamaha YZF-R3      | 12   | +2.600    | 11º     |       |
| 17º  | 53 | Petr Svoboda        | Accolade Smrz Racing                   | Kawasaki Ninja 400 | 12   | +3.093    | 26º     |       |
| 18º  | 69 | Troy Alberto        | Fusport-RT Motorsports by SKM-Kawasaki | Kawasaki Ninja 400 | 12   | +4.176    | 19º     |       |
| 19º  | 2  | Iker García         | Yamaha MS Racing                       | Yamaha YZF-R3      | 12   | +5.452    | 20º     |       |
| 20º  | 79 | Tomás Alonso        | Quaresma Racing                        | Kawasaki Ninja 400 | 12   | +12.761   | 27º     |       |
| 21º  | 16 | Dinis Borges        | Rame Moto Racing                       | Kawasaki Ninja 400 | 12   | +12.840   | 16º     |       |
| 22º  | 88 | Daniel Mogeda       | Team#109 Kawasaki                      | Kawasaki Ninja 400 | 12   | +12.859   | 24º     |       |
| 23º  | 35 | Yeray Saiz Marquez  | Accolade Smrz Racing                   | Kawasaki Ninja 400 | 12   | +13.228   | 22º     |       |
| 24º  | 93 | Marco Gaggi         | Vinales Racing                         | Yamaha YZF-R3      | 12   | +13.300   | 18º     |       |
| 25º  | 81 | Ioannis Peristeras  | ProGP Racing                           | Yamaha YZF-R3      | 12   | +14.140   | 30º     |       |
| 26º  | 27 | Álvaro Díaz         | Arco Motor University                  | Yamaha YZF-R3      | 12   | +38.829   | 9º      |       |
| 27º  | 18 | Indy Offer          | BrCorse                                | Yamaha YZF-R3      | 12   | +50.841   | 31º     |       |

### Ritirati
| Nº | Pilota            | Squadra                       | Motocicletta       | Giri | Griglia |
| -- | ----------------- | ----------------------------- | ------------------ | ---- | ------- |
| 47 | Fenton Seabright  | Vinales Racing                | Yamaha YZF-R3      | 5    | 15º     |
| 39 | Enzo Valentim     | AD78 Team Brasil by MS Racing | Yamaha YZF-R3      | 5    | 29º     |
| 43 | Harry Khouri      | Team#109 Kawasaki             | Kawasaki Ninja 400 | 5    | 28º     |
| 23 | Sylvain Markarian | Leader Team Flembbo           | Kawasaki Ninja 400 | 4    | 17º     |
| 8  | Bruno Ieraci      | Prodina Racing                | Kawasaki Ninja 400 | 0    | 12º     |